# Austin Theriault
Pour les articles homonymes, voir Thériault.
Austin Theriault est un pilote automobile de stock-car né le 23 janvier 1994 à Fort Kent, Maine aux États-Unis.
Il fait ses débuts à l'âge de 13 ans en 2007 à la piste Spud Speedway de Caribou dans le Maine dans des catégories de développements. À la fin de 2009, il passe à la catégorie Late Model et se qualifie pour sa première course ACT à la piste Oxford Plains Speedway.
Dès 2010, à seulement 16 ans, il devient un régulier de l'ACT Tour et récolte une deuxième place à Beech Ridge Motor Speedway. Il récolte sa première victoire au même endroit en 2012.
Aussi en 2012, il récolte sa première victoire en série PASS North à Oxford en fin de saison. Il triomphe à nouveau en 2013 à Beech Ridge Motor Speedway. Il gagne aussi deux fois en 2013 en PASS South.
Le 18 mai 2014, il fait ses débuts en série NASCAR Nationwide à Iowa Speedway où il termine 15e. Le 13 juin de la même année, il gagne dès son premier départ en ARCA Racing Series au Michigan International Speedway.